# Leon Kosmulski

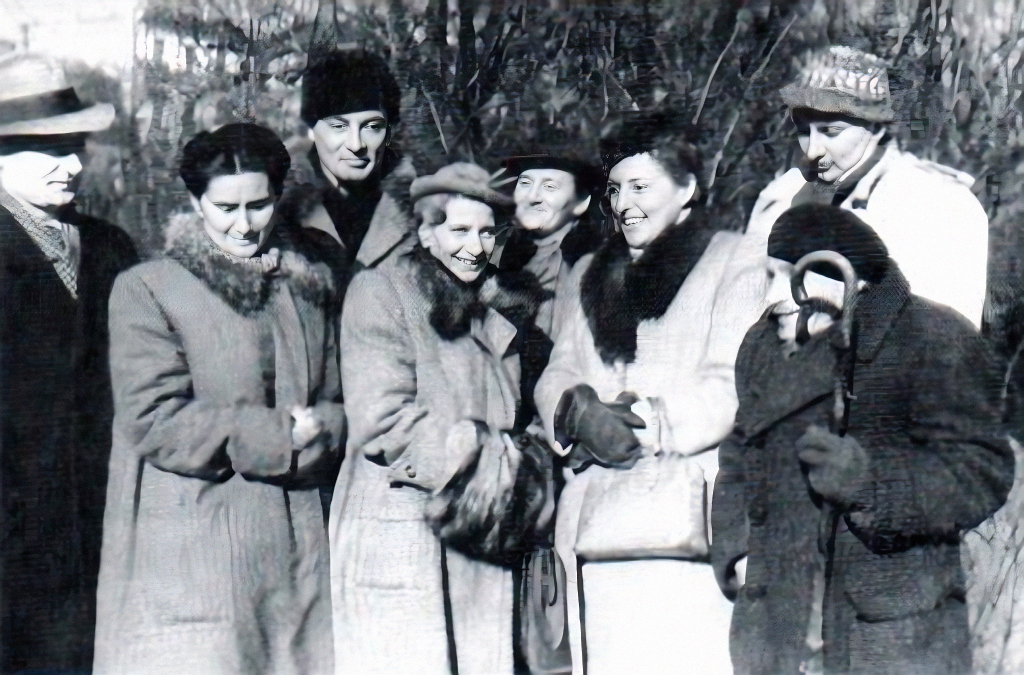
„Grupa 9 Grafików” – od lewej: Mieczysław Wejman, Helena Krażowska-Knotowa, Jerzy Bandura, Bogna Krasnodębska-Gardowska, Stefania Dretler-Flin, Krystyna Wróblewska, Adam Młodzianowski i Leon Kosmulski, 1949

Leon Kosmulski (ur. 14 marca 1904 w Kijowie, zm. 9 października 1952 w Krakowie) – polski artysta grafik.

## Życiorys
Jego rodzicami byli Maksymilian i Maria z d. Linke.
Gimnazjum ukończył w Gostyninie. Studia artystyczne rozpoczął w Państwowej Szkole Sztuk Zdobniczych w Poznaniu. Następnie przeniósł się do Wilna na Wydział Sztuk Pięknych tamtejszego Uniwersytetu im. Stefana Batorego. Malarstwa uczył go Ludomir Sleńdziński, a grafiki – Jerzy Hoppen, twórca wileńskiej szkoły rytowniczej. W 1931 na uniwersytecie powołano Zakład Grafiki i Zdobnictwa, w którym studiował do uzyskania dyplomu w 1936. W tym samym roku zdobył wyróżnienie na „II Międzynarodowej Wystawie Drzeworytów” w Warszawie. Z rekomendacji Hoppena pozostał na uczelni, pracując jako asystent do wybuchu II wojny światowej. W 1939 otrzymał nagrodę Funduszu im. Józefa Piłsudskiego za cykl miedziorytów Zapomniane groby.
W okresie okupacji niemieckiej przebywał w Wilnie. Angażował się w działalność konspiracyjną, wykonując ilustracje dla prasy podziemnej.
Po 1945 przeniósł się do Krakowa. Został adiunktem w katedrze rysunku na Wydziale Architektury Politechniki Krakowskiej. Nauczał rysunku odręcznego. W 1947 przystąpił do formacji artystycznej „Grupa 9 Grafików”.
Jego twórczość obejmowała przede wszystkim grafikę, zarówno warsztatową jak użytkową. Wykonywał drzeworyty, miedzioryty, ekslibrisy, plakaty, ilustrował książki i projektował ich oprawę graficzną. Malował sporadycznie.
Był osobą nie w pełni sprawną fizycznie i zmarł przedwcześnie w samotności. Spoczął na cmentarzu Rakowickim. Członkowie „Dziewiątki” i przyjaciele-artyści, pragnąc oddać mu hołd i pożegnać, zorganizowali w krakowskim Domu Plastyków wystawę pośmiertną jego prac. 
Jego dorobek artystyczny, w tym klocki drzeworytnicze, płyty miedziane i ok. 200 kompozycji graficznych zostało przekazanych do Muzeum Narodowego w Krakowie. W zbiorach Gabinetu Rycin Biblioteki Uniwersytetu Warszawskiego znajduje się tylko pięć jego prac.

## Wybrana twórczość

### Malarstwo
- Krajobraz z postaciami (olej na płótnie), 1936 – praca dyplomowa
- Pejzaż
- Pejzaż leśny, 1942
- Pejzaż leśny, 1943

### Grafika
- Cykl Kościoły wileńskie, 1935–1936
  - Kościół św. Anny
  - Wilno
- Święty Kazimierz, 1936
- Stare drzewa, 1938
- Cmentarz xx. Bernardynów, 1938
- Wilno – niegdyś stolica Wielkiego Księstwa Litewskiego..., 1938
- Cykl Zapomniane groby, 1938–1939
- Jan III Sobieski Król Polski, 1940
- Wejście do kościoła św. Jerzego od ul. Śniadeckich w Wilnie, 1940
- Kościół misjonarzy w Wilnie, 1944
- Autoportret, 1944
- Nad Wisłą, 1944
- Ruiny Warszawy, 1946
  - Kościół św. Aleksandra
  - Dom na Rynku Starego Miasta
  - Warszawa – Fortepian Chopina
- Skały, 1948
- Tyniec, 1948
- Gdańsk, 1949
- Białystok, 1949
- Paryż – Ulica, 1950
- Krakowski Barbakan
- Miasto, 1952
- Wodopój, 1952

### Ekslibrisy
- Z księgozbioru Bolesława Żyndy

### Ilustracje i opracowania graficzne książek
- Oliver Twist, aut. Charles Dickens, wyd. 1950